# Хурсанія – Рас-аль-Хейр
Хурсанія – Рас-аль-Хейр – складова трубопровідної інфраструктури газопереробного заводу Хурсанія, що працює на сході Саудівської Аравії.
У 2014 році в районі Рас-аль-Хейр почав роботу алюмінієвий комбінат, що є головним споживачем електроенергії з потужної ТЕС Рас-аль-Хейр. Того ж десятиліття у цій індустріальній зоні ввели дві черги комплексу з виробництва добрив групи Ma’aden, кожна з яких має потужне виробництво аміаку.
Необхідний для зазначених вище підприємств природний газ подали з газопереробного заводу Хурсанія по трубопроводам KRZTG-1 (Khursaniyah Ras Az-Zawr Trunkline Gas – первісно індустріальна зона Рас-аль-Хейр носила назву Рас-аз-Завр) та KRKTG-2 (Khursaniyah Ras Al-Kheir Trunkline Gas). Перший має довжину 58 км та діаметр 500 мм, тоді як KRKTG-2 при довжині 52 км виконаний в діаметрі 1000 мм.
Існує також перемичка MNFG-1 (Manifa Fuel Gas-1) довжиною 30 км та діаметром 500 мм між Рас-аль-Хейр та районом центральної установки підготовки супергігантського нафтового родовища Маніфа, де діє ТЕЦ Маніфа. 
Можливо відзначити, що в середині 2020-х після запуску газопереробного заводу Танаджиб повинна початись подача блакитного палива по трубопроводу Танаджиб – Рас-аль-Хейр.